# Caucnemastoma
Genre
Caucnemastoma est un genre d'opilions dyspnois de la famille des Nemastomatidae.

## Distribution
Les espèces de ce genre sont endémiques de Ciscaucasie en Russie.

## Liste des espèces
Selon World Catalogue of Opiliones (23/04/2021) :
- Caucnemastoma golovatchi Martens, 2006
- Caucnemastoma martensi Snegovaya, 2011

## Publication originale
- Martens, 2006 : « Weberknechte aus dem Kaukasus (Arachnida, Opiliones, Nemastomatidae). » Senckenbergiana Biologica, vol. 86, p. 145–210.